# Veikko Laine
Veikko Aatos Laine, född 20 juni 1911 i Åbo, död 12 augusti 2001 i Helsingfors, var en finländsk läkare, specialist i psykiatri, invärtes medicin och reumatologi.
Laine blev medicine och kirurgie doktor 1937 och verkade 1950–1974 som överläkare vid Reumastiftelsens sjukhus i Heinola. Under hans ledning växte den moderna reumatologin fram i Finland. Från 1963 till 1969 tjänstgjorde han som docent i reumatologi vid Helsingfors universitets medicinska fakultet. Han var hedersmedlem i de nordiska ländernas reumatologiska föreningar och i ett flertal utländska reumatologiska samfund. Han erhöll professors titel 1966.

### Uppslagsverk
- Laine, Veikko i Uppslagsverket Finland (webbupplaga, 2012). CC-BY-SA 4.0